# 赫本 (冰岛)
赫本（冰島語發音：[ˈhœpn̥]），全称霍尔纳潟湖赫本（冰島語發音：[ˈhœpn iː ˈhɔ(r)tnaˌfɪrðɪ] ⓘ），是冰岛南部区霍尔纳菲厄泽市镇内的一个渔镇，鄰近霍尔纳潟湖與瓦特納冰原。該城市在冰岛東南部為第二大漁村，在1994到1998期間又被稱作「霍尔纳菲亚扎拜尔」（Hornafjarðarbær）。

## 地理位置
赫本位於冰島東南方一座半島上，該名稱在冰島語意旨漁港，港口三面環海，為冰島東南方最長的海岸線港口。，由於周圍河流的影響，整個半島位於一潟湖內。，除半島外，赫本周圍還有許多島嶼，其中最大的島嶼為「Mikley」，第二大島為「Krókalátur」，第三大島為「Hellir」，這三座島皆位於城鎮東方。
本城市是冰島東南方少數擁有港口的城市之一，城市附近水域因潟湖而造成容易堆積砂石，導致水域深度變化落差大，在潟湖入口通道水域約深6-7公尺，然而湖外入口處附近水深至7-8公尺左右，周圍水域水深變化對於航運造成一定影響。另外，在冬季期間，赫本港口會有數個月因凍結而封港。

## 文化

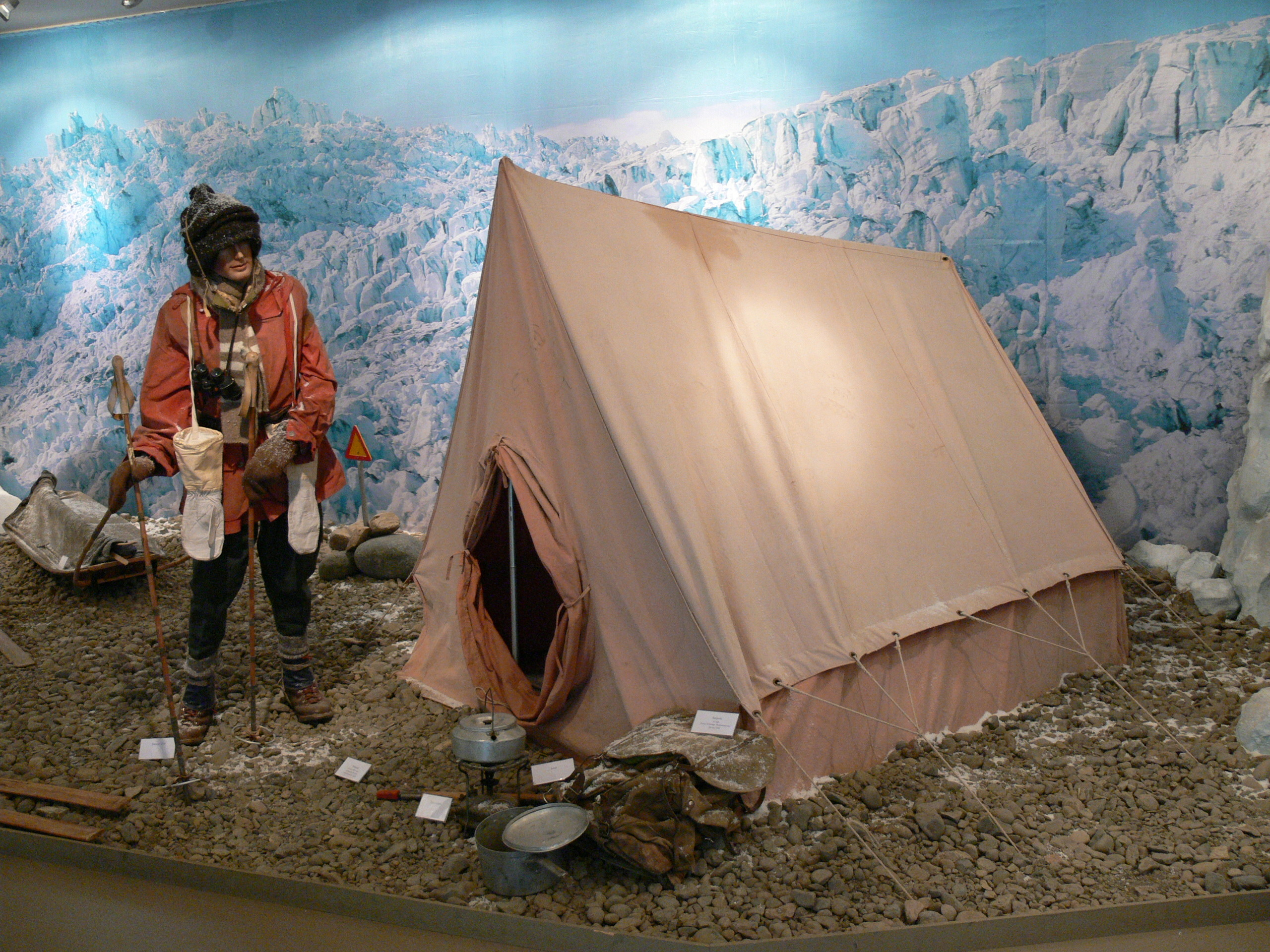
赫本冰河博物館一景

七月的第一個週末為赫本一年一度的龍蝦節（Humarhátíð），當天是赫本重要的文化節日。在今日，龍蝦節除了品嘗龍蝦外，當地人慶祝時也品酒，因此也被稱為品酒節。
市區的赫本冰河博物館，展覽當地冰河地質、歷史、以及生態。

## 經濟及旅遊
赫本經濟主要為漁業與旅遊業。漁業主要以海上捕撈為主，漁產主要為大西洋鱈、龍蝦、鯡魚、毛鱗魚等，城市內有冰島東方最大的漁業加工廠。夏季主要為赫本旅遊季節，該城是抵達瓦特納冰原及周邊冰川的轉運點。.該城擁有旅遊辦事處，除介紹瓦特納冰原及冰島東冰川景觀。距城鎮85公里遠處為英格福修第岬，該岬角高76公尺，附近可觀賞賊鷗、海鳩、管鼻藿、海鸚等鳥類。
赫本鎮是冰島赫赫有名的龍蝦小鎮，這裡盛產龍蝦，諸多以龍蝦著名的餐廳是很多遊客來這裡游訪的重要理由。
以下電影曾在赫本取景，包括詹姆士龐德主演的誰與爭鋒與雷霆殺機、古墓奇兵、蝙蝠俠：開戰時刻等。

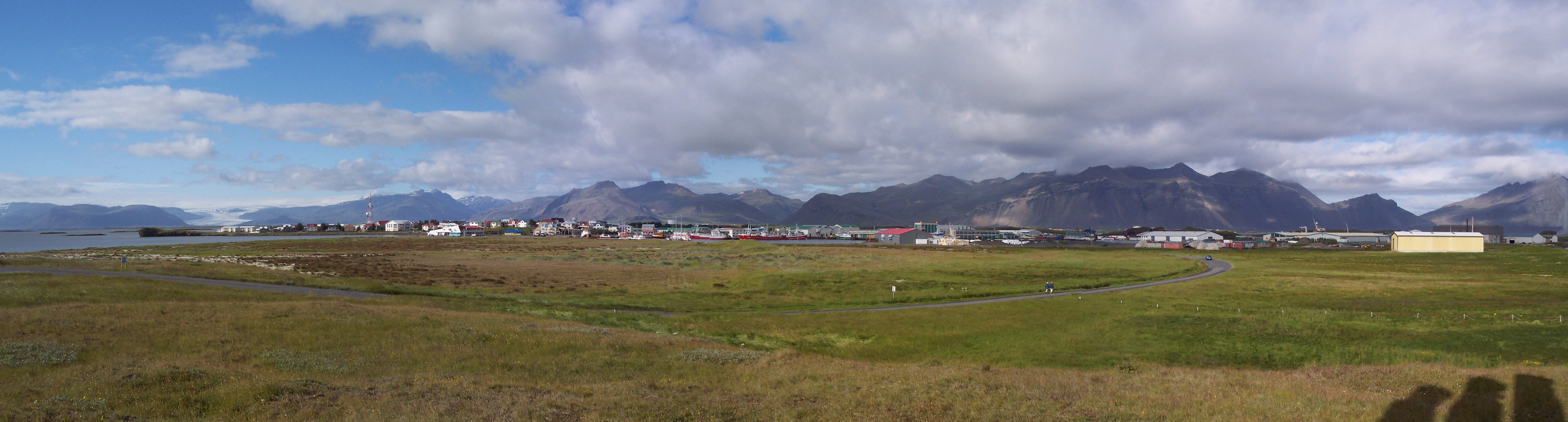
赫本城市一景

## 交通

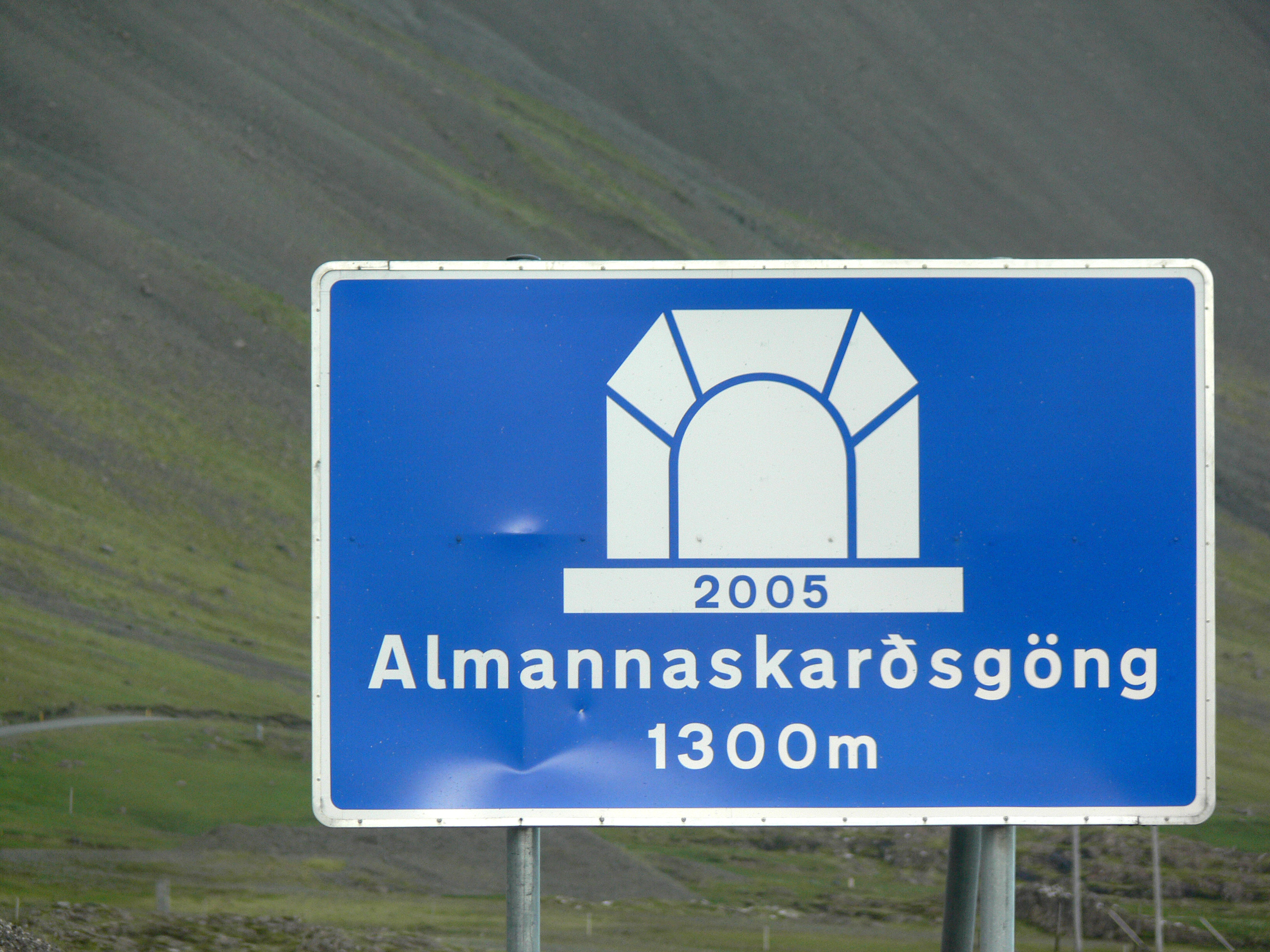
Almannaskarðsgöng隧道

在路上交通，從環島公路轉99號道路可以抵達赫本，這是赫本重要的對外交通道路，該城鎮距離首都雷克雅維克為455公里。在過去，包括赫本在內的東部道路連結經常因冬季大雪而受到封鎖。當Almannaskarðsgöng隧道於2005年完工後，讓陸上交通不受冬季所阻。
在空中交通，霍尔纳菲厄泽机场服務從赫本到首都雷克雅維克的航線，該航線主要由老鷹航空經營。

## 運動
該地有一支辛德里足球俱樂部，在冰島足球聯盟比賽。

## 氣溫
| 冰岛赫本                                                                         | 冰岛赫本  | 冰岛赫本  | 冰岛赫本  | 冰岛赫本 | 冰岛赫本 | 冰岛赫本 | 冰岛赫本 | 冰岛赫本  | 冰岛赫本  | 冰岛赫本  | 冰岛赫本  | 冰岛赫本  | 冰岛赫本     |
| 月份                                                                             | 1月       | 2月       | 3月       | 4月      | 5月      | 6月      | 7月      | 8月       | 9月       | 10月      | 11月      | 12月      | 全年         |
| -------------------------------------------------------------------------------- | --------- | --------- | --------- | -------- | -------- | -------- | -------- | --------- | --------- | --------- | --------- | --------- | ------------ |
| 平均高温 °C（°F）                                                                | 2 (36)    | 3 (37)    | 3 (37)    | 6 (43)   | 9 (48)   | 11 (52)  | 13 (55)  | 12 (54)   | 10 (50)   | 7 (45)    | 4 (39)    | 2 (36)    | 7 (44)       |
| 平均低温 °C（°F）                                                                | −3 (27)   | −2 (28)   | −2 (28)   | 0 (32)   | 3 (37)   | 6 (43)   | 8 (46)   | 7 (45)    | 5 (41)    | 2 (36)    | −1 (30)   | −3 (27)   | 2 (35)       |
| 平均降水量 mm（）                                                                | 163 (6.4) | 130 (5.1) | 122 (4.8) | 95 (3.7) | 96 (3.8) | 88 (3.5) | 86 (3.4) | 113 (4.4) | 120 (4.7) | 183 (7.2) | 118 (4.6) | 145 (5.7) | 1,459 (57.3) |
| 月均日照時數                                                                     | 0         | 29        | 93        | 120      | 186      | 180      | 155      | 150       | 124       | 62        | 30        | 0         | 1,129        |
| 来源：http://www.worldclimateguide.co.uk/climateguides/iceland/hofn.php （英文） |           |           |           |          |          |          |          |           |           |           |           |           |              |

## 教育
- 小學：Grunnskóli Hornafjarðar
- 中學：東斯卡夫塔山縣立學院（英语：Framhaldsskólinn í Austur-Skaftafellssýslu）